# Мёрфи-О’Коннор, Кормак
Кормак Мёрфи-О’Коннор (англ. Cormac Murphy-O'Connor; 24 августа 1932, Рединг, Англия — 1 сентября 2017, Лондон, Великобритания) — английский кардинал. Епископ Арундела и Брайтона с 17 ноября 1977 по 21 февраля 2000. Архиепископ Вестминстера и католический примас Англии и Уэльса с 21 февраля 2000 по 3 апреля 2009. Председатель конференции католических епископов Англии и Уэльса с ноября 2000 по 30 апреля 2009. Кардинал-священник с титулом церкви Санта-Мария-сопра-Минерва с 21 февраля 2001.
Подал в отставку на основании достижения 75-летнего возраста. Его отставка была принята и 3 апреля 2009 года папа римский Бенедикт XVI назначил нового архиепископа Вестминстера — Винсента Николса. Поскольку кардинал Кормак Мёрфи-О’Коннор являлся архиепископом Вестминстера, его часто называли католическим примасом Англии и Уэльса, хотя титул примаса не используется для лидеров Римско-католической церкви в Англии и Уэльсе.

## Ранние годы
Кормак Мёрфи-О’Коннор родился 24 августа 1932 года, в Рединге, графство Беркшир и был пятым сыном Джорджа (доктора наук) и Элен Мёрфи-О’Коннор (умерла в 1971 году). Его родители эмигрировали из графства Корк на юге Ирландии перед началом Первой мировой войны и поженились в 1921 году. Два дяди, тетя, двоюродные братья, а также два родных брата, Брайан и Патрик, тоже избрали путь служения церкви. Младший брат, Джон, служил офицером артиллерии и погиб в 32 года. Брат Джеймс — доктор; также есть сестра Кэтрин. Мёрфи-О’Коннор учился в католической школе для мальчиков в Ридинге, затем в католическом-пансионе в Бате. После окончания школы в 1950 году он поступил в Английский Католический колледж в Риме, где изучал богословие. Позднее он получил степень (католическая степень, аналогичная магистру) по философии и богословию в Папском Григорианском Университете в Риме. Рукоположён в сан священника 28 октября 1956 года (в 24 года) кардиналом Валерио Валери (1883—1963) — префектом Священной Конгрегации по делам монашествующих. Следующие десять лет служил в приходах Портсмута и Фархэма.

## Церковная карьера

### Приходской священник
В 1966 году (в 34 года) Мёрфи-О’Коннор становится личным секретарем епископа Портсмута, Дерека Ворлока (Derek Worlock). В сентябре 1970 года его назначают священником в Портсвуд, Саутгемптон. Менее чем через год, в 1971 году (в 38 лет) его назначают ректором, своей альма-матер, Английского колледжа в Риме. 10 марта 1972 года (39 лет) ему присваивается титул Почётный прелат Его Святейшества, с правом титуловаться монсеньором. В качестве ректора колледжа Мёрфи-О’Коннор принимает архиепископа Кентерберийского Дональда Коггана (Donald Coggan) во время его исторического визита к папе римскому Павлу VI в 1977 году.

### Епископ
17 ноября 1977 года (в 45 лет) Мёрфи-О’Коннора объявляют епископом Арундела и Брайтона. 21 декабря 1977 года проходит официальная церемония хиротонии в епископа, в кафедральном соборе Богоматери и Святого Филиппа Говарда, в Арунделе, хиротонию возглавил Майкл Боуэн — архиепископ Соутварка, которому сослужили Джордж Патрик Дуаер — архиепископ Бирмингема и Энтони Джозеф Эмери — епископ Портсмута. Во время своего епископства Мёрфи-О’Коннор занял заметную позицию среди католических епископов Европы и оказал существенное влияние на развитие экуменизма. C 1982 по 2000 годы он был сопредседателем Международной Комиссии по взаимодействию между Церковью Англии и Римско-католической церковью. В качестве признательности за его работу по Христианскому единению в 2000 году Джордж Кэри, на тот момент архиепископ Кентерберийский, присвоил ему степень доктора богословия.

### Кардинал
15 ноября 2000 года (в 68 лет) Мёрфи-О’Коннор был назначен архиепископом Вестминстера, а значит главой Католической Церкви Англии и Уэльса. В ноябре того же года его избирают председателем Конференции Католических Епископов Англии и Уэльса.
На консистории от 21 февраля 2001 года (в 69 лет) папа римский Иоанн Павел II возводит его в сан кардинала-священника с титулом церкви Санта-Мария-сопра-Минерва.
В качестве кардинала его назначили в четыре дикастерии Римской Курии, среди них Конгрегация богослужения и дисциплины таинств и Папский совет по делам семьи. Также он заседал в Папских советах по культуре и по делам мирян. Он являлся секретарем комиссии ответственной за перевод текстов литургии с латыни на английский язык. В целом это необычно большое число должностей в римских куриях для одного кардинала. Кардинал Мёрфи-О’Коннор  занимал эти позиции до своего восьмидесятилетия в 2012 году.
Кардинал Мёрфи-О’Коннор был первым кардиналом с 1509 года, кто прочел текст на похоронах королевы-матери на английском языке.
В 2002 году его портрет для Вестминстерского собора написал придворный художник Кристиан Фарр.
Кардинал Мёрфи-О’Коннор был одним из тех, кто участвовал в Папском Конклаве 2005 года, на котором был избран Бенедикта XVI.
В декабре 2007 года Мёрфи-О’Коннор принял переход бывшего премьер-министра Великобритании Тони Блэра в Римско-католическую церковь из Церкви Англии. Обряд причастия проходил в домашней церкви резиденции архиепископа Вестминстера.

### Отставка
Незадолго до достижения обязательного пенсионного возраста, 75 лет, кардинал Мёрфи-О’Коннор подал прошение об отставке папе Бенедикту XVI, который попросил его остаться в своей должности «пока он не решит иначе». 3 апреля 2009 года папа Бенедикт XVI назначил Винсента Николса на место архиепископа Вестминстера. Хотя сам кардинал поддерживал кандидатуру Артура Роше. Поскольку все предшествующие архиепископы Вестминстера умирали до достижения пенсионного возраста, кардинал Мёрфи-О’Коннор стал первым архиепископом-эмеритом Вестминстера. Он проживал в Лондоне на Duke’s Avenue.
30 октября 2009 года папа Бенедикт XVI назначил кардинала Кормака Мёрфи-О’Коннора на должность в Конгрегацию по делам епископов, где он будет служить до своего восьмидесятилетия. Получение такой должности после официального выхода на пенсию очень необычно.
В феврале 2009 года премьер-министр Великобритании Гордон Браун предложил ему место в Палате Лордов (первому католическому епископу с XVI века), однако Папа Бенедикт XVI не дал своего разрешения.
24 августа 2012 года кардиналу Мёрфи-О’Коннору исполнилось восемьдесят лет и он потерял право на участие в Конклаве.
Кардинал Мёрфи-О’Коннор умер от рака 1 сентября 2017 года, после длительного пребывания в больнице.